# Allen Lazard
(en) Statistiques sur pro-football-reference
Allen Jamel Lazard (né le 11 décembre 1995 à Des Moines en Iowa) est un sportif professionnel américain de football américain jouant au poste de wide receiver dans la National Football League (NFL) depuis la saison 2018 et pour la franchise des Jets de New York depuis 2023.
Au niveau universitaire, il a joué pendant quatre saisons dans la NCAA Division I FBS et sa Big 12 Conference, pour les Cyclones de l'université d'État de l'Iowa. Leader de cette université en nombre de réceptions et de yards gagnés en réceptions sur une carrière universitaire, Lazard a été sélectionné dans la première équipe de la Big 12 en 2016 et 2017. Non sélectionné lors de la draft 2018, il est engagé par la franchise des Jaguars de Jacksonville où il intègre l'équipe d'entraînement avant d'être engagé en décembre 2018 par les Packers de Green Bay. Il y reste cinq saisons avant de rejoindre les Jets en 2023.

## Biographie

### Jeunesse
Fils de Mary et Kevin Lazard, Allen Lazard étudie au lycée Urbandale (en). Il y pratique le football américain et est titulaire lors de ses quatre saisons tant en attaque qu'en défense. Il établit les records de son équipe au nombre de réceptions (105), de yards gagnés en réceptions (2 349), de touchdowns (34) et d'interceptions (14). Lazardl est mis à l'honneur pendant sa carrière lycéenne, étant désigné joueur All-American par USA Today, meilleur joueur meilleur joueur défensif 2012 et meilleur joueur offensif  2013 par The Des Moines Register tout en étant sélectionné à trois reprises dans la première équipe de son État. Reconnu wide receiver quatre étoiles par consensus, Lazard est une recrue très en vue à la sortie du lycée étant classé recrue no 1 de son État et 7e meilleur receveur du pays par Rivals. Il est également sélectionné pour participer à l'U.S. Army All-American Bowl (en) 2014.

### Carrière universitaire
Ayant reçu des offres d'Iowa State, Notre Dame, Oregon, Nebraska, Iowa, Californie et Stanford, Lazard imite finalement son père Kevin (1990-1993) et son frère Anthony (2013-16),, en optant pour les Cyclones de l'université d'État de l'Iowa.
Titulaire tout au long de sa carrière universitaire, Lazard bat le record des Cyclones du nombre de yards gagnés en réceptions sur une carrière lors du match joué en 18 novembre 2017 contre les Bears de Baylor.
Il obtient une sélection dans la 2e équipe de la Big 12 Conférence en 2015 et 2017 et dans la 1re équipe en 2016 par l'Associated Press.

### Carrière professionnelle

#### Jaguars de Jacksonville
Ignoré lors de la draft de 2018, il signe comme agent libre non sélectionné (undrafted free agent - UDFA) avec la franchise des Jaguars de Jacksonville. Non repris dans l'effectif principal, il est libéré le 1er septembre 2018 mais resigne le lendemain pour intégrer l'équipe d'entraînement,.

#### Packers de Green Bay
Le 18 décembre 2018 Lazard signe avec les Packers de Green Bay et participe à son premier match professionnel le 23 décembre en réussissant une réception pour un gain de 7 yards. Libéré le 31 aout 2019, signe pour l'équipe d'entraînement le lendemain et intègre l'effectif principal le 4 septembre. Il participe à 16 matchs de la saison régulière, son temps de jeu devenant significatif dès la 6e semaine, match gagné 23 à 22 contre les Lions au cours duquel il inscrit son premier touchdown professionnel à la suite d'une passe de 35 yards d'Aaron Rodgers. Il réalise sa meilleur performance de la saison le 1er décembre lors de la victoire 31 à 13 contre les Giants, réussissant 3 réceptions pour un gain de 103 yards et un touchdown. Avec un bilan de 477 yards et 3 touchdowns en 35 réceptions, ainsi que 21 yards et un autre touchdown à la course, son contrat arrivant à expiration en fin de saison, les Packers proposent à Lazard d'être un agent libre exclusif. Il signe une nouvelle offre de contrat d'un an le 27 avril 2020. Après trois matchs de saison régulière pour autant de victoires, il est placé sur la liste des blessés le 3 octobre 2020 à la suite d'une opération aux muscles abdominaux. Guéri, il dispute les sept derniers match, affichant un bilan en 2020 de 33 réceptions pour 451 yards et trois touchdowns, égalant presque son total de l'année précédente bien qu'il ait joué six matchs de moins.
Qualifiés pour la série éliminatoire, Lazard participe au match de tour de division gagné 32 à 18 contre les Rams au cours duquel il réussit quatre réceptions pour 96 yards, inscrivant un touchdown de 58 yards. Lazard effectue ensuite trois réceptions pour un gain de 62 yards lors de la finale de conférence NFC perdue 26 à 31 contre les Buccaneers.
Le 28 juillet 2021, Lazard signe une nouvelle offre d'agent libre exclusif le liant une saison de plus avec les Packers. Il commence doucement la saison, n'enregistrant que 15 réceptions pour 184 yards lors des huit premiers matchs. A la suite d'un test positif au Covid-19 de Davante Adams, Lazard qui n'était pas vacciné, est placé le 26 octobre sur la liste de réservistes Covid-19 étant considéré comme un contact proche. Réactivé le 1er novembre, il est néanmoins condamné à une amende de 14 650 dollars pour violation du protocole Covid-19 établi par la NFL avec le quarterback Aaron Rodgers. Lazard effectue une meilleure deuxième moitié de saison terminant celle-ci avec 40 réceptions pour 513 yards et 8 touchdowns.
De nouveau agent libre exclusif le 15 mars 2022, Lazard signe le 13 juin un nouveau contrat avec les Packers. En 4e semaine lors de la victoire 27 à 24 contre les Patriots, il effectue six réceptions pour 116 yards. Il dispute 15 des 17 matchs de la saison 2022 en tant que titulaire totalisant 60 réceptions pour 788 yards et six touchdowns.

#### Jets de New York
Alors que Rodgers quitte Green Bay pour les Jets de New York, Lazard le suit, les deux joueurs se complétant sportivement. Les Jets lui accorde alors un contrat de 44 millions de dollars répartis sur quatre ans. Cependant, Rodgers se blesse dans le premier match de la saison et l'alchimie entre Lazard le quarterback remplaçant Zach Wilson ne prend pas. Il n'est plus considéré comme deuxième receveur étant même devancé par plusieurs joueurs agents libres non draftés tels que Xavier Gipson (en) et Jason Brownlee (en). Il termine la saison 2023 avec 23 réceptions pour un gain de 311 yards et un touchdown.
Lors de la première semaine de la saison suivante, Lazard inscrit le premier touchdown à la passe des Jets à la suite d'une passe de Rodgers. Bien qu'il ne puisse pas réceptionner une passe cruciale de Rodgers lors du premier drive des Jets, Lazard termine la match avec deux touchdowns malgré la défaite 19 à 32 contre les 49ers. Rien qu'au cours des six premiers matchs de 2024, Lazard surpasse son total de réceptions et de yards de la saison précédente tout en inscrivant cinq touchdowns. Le 31 octobre 2024, Lazard se blesse à la poitrine mais est réactivé le 7 décembre. Il termine la saison 2024 avec 37 réceptions pour 530 yards et six touchdowns.

## Statistiques
| Année       | Équipe                | Statut      | MJ |     | Passes réceptionnées | Passes réceptionnées | Passes réceptionnées | Passes réceptionnées |       | Courses | Courses | Courses | Courses |
| Année       | Équipe                | Statut      | MJ | Nb. | Yards                | Moy.                 | TD                   | Nb.                  | Yards | Moy.    | TD      |         |         |
| 2014        | Cyclones d'Iowa State | Fr.         | 12 | 45  | 0 593                | 13,2                 | 03                   | -                    | -     | -       | -       |         |         |
| 2015        | Cyclones d'Iowa State | So.         | 11 | 56  | 0 808                | 14,4                 | 06                   | -                    | -     | -       | -       |         |         |
| 2016        | Cyclones d'Iowa State | Jr.         | 12 | 69  | 1 018                | 14,8                 | 07                   | -                    | -     | -       | -       |         |         |
| 2017        | Cyclones d'Iowa State | Sr.         | 13 | 71  | 0 941                | 13,3                 | 10                   | -                    | -     | -       | -       |         |         |
| Totaux NCAA | Totaux NCAA           | Totaux NCAA | 48 | 241 | 3 360                | 13,9                 | 26                   | -                    | -     | -       | -       |         |         |

| Année              | Équipe               | MJ |     | Passes réceptionnées | Passes réceptionnées | Passes réceptionnées | Passes réceptionnées |       | Courses | Courses | Courses | Courses |
| Année              | Équipe               | MJ | Nb. | Yards                | Moy.                 | TD                   | Nb.                  | Yards | Moy.    | TD      |         |         |
| 2018               | Packers de Green Bay | 01 | 01  | 07                   | 07,0                 | 0                    | -                    | -     | -       | -       |         |         |
| 2019               | Packers de Green Bay | 16 | 35  | 477                  | 13,6                 | 3                    | 1                    | 21    | 21,0    | 0       |         |         |
| 2020               | Packers de Green Bay | 10 | 33  | 451                  | 13,7                 | 3                    | 2                    | 17    | 08,5    | 0       |         |         |
| 2021               | Packers de Green Bay | 15 | 40  | 513                  | 12,8                 | 8                    | 3                    | 32    | 10,7    | 0       |         |         |
| 2022               | Packers de Green Bay | 15 | 60  | 788                  | 13,1                 | 6                    | 2                    | 0     | 00,0    | 0       |         |         |
| 2023               | Jets de New York     | 14 | 23  | 311                  | 13,5                 | 1                    | -                    | -     | -       | -       |         |         |
| 2024               | Jets de New York     | 12 | 37  | 530                  | 14,3                 | 6                    | -                    | -     | -       | -       |         |         |
| Totaux en carrière | Totaux en carrière   | 83 | 229 | 3 077                | 13,4                 | 27                   | 8                    | 70    | 8,8     | 0       |         |         |

| Année              | Équipe               | MJ |     | Passes réceptionnées | Passes réceptionnées | Passes réceptionnées | Passes réceptionnées |       | Courses | Courses | Courses | Courses |
| Année              | Équipe               | MJ | Nb. | Yards                | Moy.                 | TD                   | Nb.                  | Yards | Moy.    | TD      |         |         |
| 2019               | Packers de Green Bay | 2  | 3   | 036                  | 12,0                 | 0                    | -                    | -     | -       | -       |         |         |
| 2020               | Packers de Green Bay | 2  | 7   | 158                  | 22,6                 | 1                    | -                    | -     | -       | -       |         |         |
| 2021               | Packers de Green Bay | 1  | 1   | 06                   | 06,0                 | 0                    | -                    | -     | -       | -       |         |         |
| Totaux en carrière | Totaux en carrière   | 5  | 11  | 200                  | 18,2                 | 1                    | -                    | -     | -       | -       |         |         |